# OCOSD
Het Opleidingscentrum officieren van speciale diensten (OCOSD) was een Nederlandse officiersopleiding voor de Koninklijke Landmacht die van 1974 tot 1996 heeft bestaan. 
Tot de oprichting van het OCOSD was de officiersopleiding alleen toegankelijk met een vwo-diploma. Deze opleiding wordt verzorgd door de KMA. Toch was er de behoefte om officieren te kunnen opleiden met een andere vooropleiding. Hiervoor werd op 2 oktober 1974 het OCOSD opgericht. 
Het OCOSD was toegankelijk met ; 
- havo-diploma
- hts-diploma
- Reserve-officieren
- Beroepsonderofficieren